# Сираносян, Астриг
Астриг Сираносян (фр. Astrig Siranossian; род. 19 декабря 1988, Лион) — французская виолончелистка.

## Биография
Астриг Сираносян родилась в 1988 году от армянских родителей в городе Лионе и начала заниматься музыкой в три года в Национальной музыкальной школе в Роман-сюр-Изере, где её отец сорок лет работал директором.
В пять лет она уже выступает на сцене, играя концерты Вивальди, а в шесть лет её концерт с Оркестром острова Сен-Луи получил очень хорошие рецензии.
Как талантливый ребёнок, она получила место в Национальной консерватории в Лионе в классе Патрика Габарда.
До лет пятнадцати она получила свой диплом с отличием и единодушными поздравлениями жюри. В том же году стала единственной, кто выбрана в класс Ивана Шиффоло в Парижской высшей национальной консерватории музыки и танца, которую закончила в восемнадцать лет с отличием и единодушными поздравлениями жюри.
Она продолжает учёбу в Швейцарии, в классе Ивана Монигетти в Музыкальной школе в Базеле, где получает два магистерских диплома с отличиями.
В 2015 году она получает приглашение провести три года как артист-в-резиденции  в Музыкальной часовне королевы Елизаветы в Ватерлоо, а также и для Фонда Зингер-Полиньяк.
С самого ранненого возраста она выступала на самых известных сценах, в том числе и в Парижской филармонии, Венской филармонии, Центре культуры и концертов г. Люцерна, Гранд-казино Базеля, Дижон-опере, Flagey в Брюсселе, театре Колон в Буэнос-Айресе, Кеннеди центре в Вашингтоне.
Её партнёрами в камерной музыке между прочими явлались: Даниэль Баренбойм, Саймон Рэттл, Йо Йо Ма, Соль Габетта, Бертран Шамайю, Гай Браунстайн, Иван Монигетти, Майкл Баренбойм, Матье Дифур, Августин Думай, Луи Лорти и Даниэль Оттенсамер.
Её записи высоко оценены критиками и получают широкое признание в СМИ. Запись, снята в 2018 году компанией Claves Records и в которую включены концерты А. Хачатуряна и К. Пендерецкого, получила 5 диапазонов, 5 «Classica» звездочек и награду «clef du mois ResMusica».
В 2016 выпустила альбом посвящён Ф. Пуленк, Г. Форе и Комитасе, где её сопровождал пианист Тео Фушенере. За этот альбом получила Musica Prize.
Со своей сестрой, скрипачкой Шушан Сираносян, в 2019 будет записывать альбом, который включит дуэты для скрипки и виолончели.
В 2017 году, Даниэль Баренбойм пригласил её присоединиться к Ансамбле Булез и занять пост соло виолончелистки в оркестре West-Eastern Divan.
В 2015 она установила фестиваль «les Musicades» в Роман-сюр-Изере, где живут её родители. Она объединяет три свои страсти: музыку, литературу и гастрономию.
Астриг Сираносян является победителем международного конкурса К. Пендерецкого и получателем двух специальных наград. Помимо того, она победитель конкурса «A. Janigros et the Banque Populaire».
Она играет на редкой Руджери виолончели из 1676 года, которую ей щедро позаимствовал Boubo музыкальный фонд.

## Призы и награды
- 1998: Royaume de la Musique— Первая награда
- 2012: Победитель музыкального конкурса Antonio Janigros
- 2013: Победитель конкурса фонда Banque Populaire
- 2013: Первая награда и специальные награды на конкурсе К. Пендерецкого
- 2014: Награда Kiefer Hablitzel
- 2016: Musica Prize
- 2017: Coup de cœur Бельгийского телевидения

## Дискография
- 2012: Celli Monighetti/ LCMS 1202
- 2016: Пуленк, Форе, Комитас; Тео Фушенере/ Claves Records 1604
- 2018: Ф. Шуберт/ Доказательство
- 2018: Концерт для виолончели- Xачатурян, Пендерецки; Sinfonia Varsovia, Адам Клоцек /Claves Records 1802